# Gazet Van Antwerpen
Gazet Van Antwerpen – belgijska gazeta o charakterze brukowca założona 3 listopada 1891 roku.

## Historia
Pierwsze wydanie pojawiło się na 3 listopada 1891. Pierwszym redaktorem naczelnym gazety był Jan Baptist Napolitaan Van Os. Wkrótce potem firma NV De Vlijt przejęła gazetę.
Nakład gazety wzrastał stopniowo. W 1893 wynosił 25 tys. egzemplarzy, a w 1896 – 40 tys. W trakcie I wojny światowej nakład wynosił około 100 tys. egzemplarzy. Podczas II wojny światowej wydawanie pisma zostało zawieszone. W 1973 roku osiągnęła rekordowy nakład 210 tys. egzemplarzy.
W 2010 roku po katastrofie polskiego samolotu pod Smoleńskiem gazeta zamieściła satyryczny rysunek z napisem Orzeł wylądował. Kilka dni później redaktor naczelny gazety Pascal Kerkhove przeprosił za zamieszczenie rysunku.